# Choklap Nilsang
Choklap Nilsang (thailändisch โชคลาภ นิลแสง, * 12. Juni 1987) ist ein thailändischer Fußballspieler.

## Karriere
Choklap Nilsang spielte von 2013 bis 2016 bei Chiangrai United. Der Verein aus Chiangrai spielte in der ersten Liga des Landes, der Thai Premier League. 2016 wurde er an den Chiangmai FC ausgeliehen. Mit dem Verein spielte er in der zweiten Liga, der Thai Premier League Division 1. In seiner Zeit bei Chiangrai absolvierte er 85 Spiele in der ersten Liga. Nach Vertragsende wechselte er 2017 zum Ligakonkurrenten Super Power Samut Prakan FC nach Samut Prakan. Für Super Power stand er 17 Mal auf dem Spielfeld und schoss dabei zwei Tore. Für die Saison 2018 erhielt der Verein keine Lizenz und wurde für 2 Jahre vom Verband gesperrt. Choklap Nilsang schloss sich Anfang 2018 dem Lampang FC an. Der Club aus Lampang spielte in der zweiten Liga, der Thai League 2.
Seit dem 1. Januar 2021 ist Nilsang vertrags- und vereinslos.